# Armadillidium hessei
Armadillidium hessei är en kräftdjursart som beskrevs av Karl Wilhelm Verhoeff 1930. Armadillidium hessei ingår i släktet Armadillidium och familjen klotgråsuggor. Inga underarter finns listade i Catalogue of Life.